# 森崎友紀
森崎友紀（1979年12月29日—），是日本註冊營養師、烹飪專家，同時亦兼職Cosplay寫真模特兒。 森崎亦曾為暢銷漫畫系列《食戟之靈》擔任協力顧問，提供劇情所需的專業料理意見。 

## 生平

### 早年
1979年出生於大阪府堺市。森崎友紀年幼時患有異位性濕疹，經其祖母的藥膳治療後情況得到改善，使其對烹飪產生興趣，開始鑽研料理。後入讀巴黎聖母院清心女子大學食品營養學系，在學時名列前茅，並在畢業後考獲營養師資格，於一家私立醫院擔任管理營養師工作。 
2005年，森崎辭退了醫院營養師一職，搬到東京轉職烹飪研究員，主要研究綜合食品的來源，並兼職教授烹飪課Unity Magenta、製作料理食譜，一直至2015年7月。這段期間被星探發掘，開始擔任兼職模特兒，在雜誌上連載寫真和作為藝人出現在電視和電台節目，並加入了Horipro藝人經紀公司。

### 寫真偶像生涯
森崎自學生時期便是隱性Cosplay發燒友，會在家試穿女僕裝等戲服。自2005年移居東京起，森崎開始在雜誌上連載寫真，並擔任兼職模特兒，並於2011年9月正式發佈了一套名為「森崎友紀~Cosplay Edition~」的交易卡，卡上印有角色扮演兔女郎和水手的照片，開始獲得關注，為人認識。隨後於2013年發佈了寫真集《男士》和DVD《珍貴》，並繼續擔任雜誌寫真偶像。 

### 成名
於2012年12月，森崎在日本人氣漫畫雜誌《週刊少年Jump》第4和第5期中，撰寫了烹飪食譜專欄，並於同年開始為漫畫《食戟之靈》擔任協力顧問，提供食譜和料理相關的科普知識。其為漫畫中千奇百怪的菜式所設計的食譜獲得了公眾關注，加上其兼職寫真偶像的身份，吸引不少媒體報道，使其名氣大增。後於《食戟之靈》的動畫版第17和18集中客串聲演原創的烹飪研究人員。 
而在2016年4月1日離開Horipro，並開設Unity Magenta有限公司，以自由身接工作。現主要於社交網站和個人博客教授烹飪和撰寫食譜。

## 個人生活
於2016年1月15日宣布下嫁朝日電視台製片人友寄隆英，二人於2012年春在工作時相識。於2016年6月15日宣布女兒出生，2018年10月20日宣布第二個孩子順利分娩，已經出生，但未公開性別。2022年02月28日在Instagram公告第三個孩子平安出生。

## 軼事
- 森崎擁有4項專業資格，包括營養師、甜食衛生師、中醫藥膳指導員和和服顧問。
- 森崎除了烹飪外，亦會和服穿搭、書法（七段）、彈鋼琴和瑜伽[15]，曾在富士電視連續劇「娛樂世界特殊技能王決戰」中表現寫書法和彈鋼琴。
- 因森崎在事業上的成就傑出且略有名氣，其丈夫友寄隆英（日语：友寄隆英）得暱稱「森崎先生」，隨妻子的家姓。

## 出演作品

### 寫真集
- 男士（2010年11月5日，水社）ISBN 978-4087805901

### 電視節目
| 節目名稱                              | 電視台       | 首播日期       |
| 一格午餐盒                            | NHK          |                |
| 特別禮物                              | 日本電視台   | 2009年4月2日   |
| 歷史謎團                              | 東京電視台   | 2009年4月16日  |
| 請排名！                              | 朝日電視台   | 2009年10月6日  |
| 艱難的星期一                          | TBS          | 2010年3月24日  |
| 懸崖～阿拉伯遺址FEVER～               | TBS          | 2010年3月24日  |
| 阿里恩∞世界                           | 東京電視台   | 2010年10月26日 |
| 如果要進行模擬綜藝節目該怎麼辦        | 朝日電視台   | 2010年7月5日   |
| 跳舞！Sanma Goten!!                   | 日本電視台   | 2010年8月31日  |
| 成人學業成績測試特別小學教科書測驗！  | 日本電視台   | 2010年9月20日  |
| 松本仁志的故事                        | 富士電視台   | 2010年10月22日 |
| 高神                                  | 關西電視台   | 2010年12月18日 |
| Aim! Company Star                     | NHK          | 2011年7月16日  |
| 突然！黃金傳奇                        | 朝日電視台   | 2012年2月23日  |
| 熊本縣「獨特」元素大獎賽              | 熊本縣電視台 | 2012年6月16日  |
| 5LDK                                  | 富士電視台   | 2012年8月30日  |
| 一位熱血的老師，永遠不要在24:00時大笑 | 日本電視台   | 2012年12月31日 |
| 永不嘲笑地球防衛隊24:00               | 日本電視台   | 2013年12月31日 |
| 你可以笑！                            | 富士電視台   | 2013年1月18日  |
| 鳥居亭                                | BS Japan     | 2015年4月      |
| 維京人                                | 富士電視台   | 2015年7月31日  |

### 電視劇
| 電視劇                    | 角色         | 播出日期      |
| The Good Wife （第3集）   | 俱樂部媽媽桑 | 2019年1月27日 |
| 小京都連續謀殺案（第4集） | 木村玲子     | 2019年2月9日  |

### 動畫配音
| 電視劇   | 角色       | 登場集數 |
| 食戟之靈 | 烹飪研究員 | 17－18   |

### 電台節目
- 柚木寺議員很活躍（文化廣播，逢星期一下午）
- 森崎友紀的早上好！（文化廣播，每個星期日5:05－5:10）
- 我正在這樣做（2014年4月2日至2016年3月30日，MBS廣播電台）

### 廣告
- 三菱日聯信託銀行
- NTT DOCOMO

### DVD
- 《期間》（2010年12月22日，Enet Frontier）
- 森崎由紀/Period Premium（初回限定版）[Blu-ray + DVD]
- 《珍貴》（2013年5月15日，小馬峽谷）

## 著作
- 《最喜歡的食譜～20,000個男孩我真的想吃的120種食物～》（2009年9月5日，日本Transworld） ISBN 978-4862560582
- 《不胖的晚餐可安全食用至晚300 kcal》（2010年7月8日，日本Transworld） ISBN 978-4862560698
- 《森崎友紀的早上咖哩食譜愛早餐》（2011年9月9日，雜誌社） ISBN 978-4838723089
- 《森崎友紀的蔬菜飯和湯簿》（2011年11月6日，家庭主婦友誼公司） ISBN 978-4072805312

## 外部連結
- 森崎友紀的Instagram帳戶